# Томління

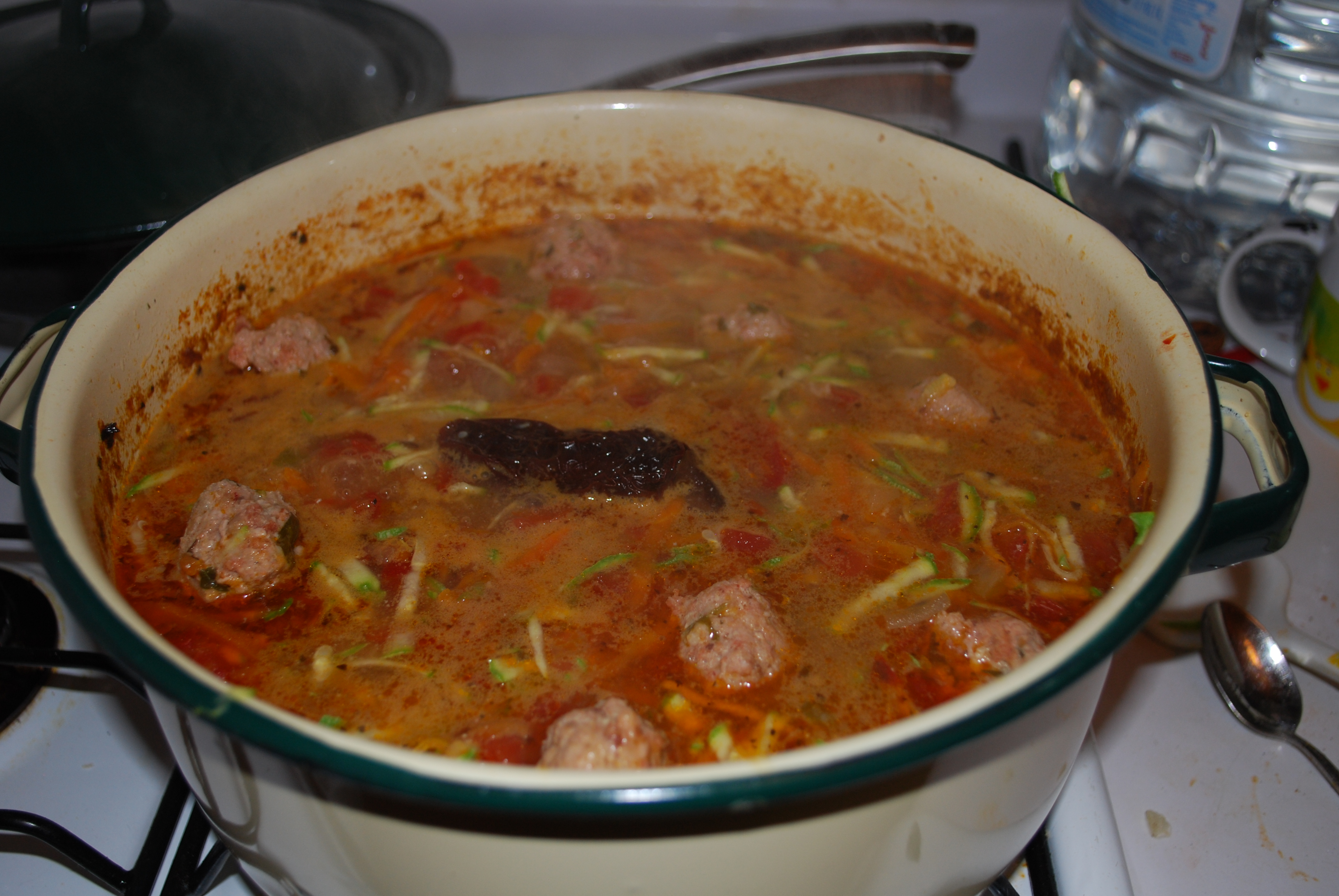
Суп з фрикадельками томиться на плиті

Томління або готування на повільному вогні (англ. simmering) — це техніка приготування їжі, за допомогою якої їжа готується в гарячій рідині, яка має бути трохи нижче температури кипіння води (нижче 100 °C (212 °F)) і вище температури пашотування (вище 71—80 °C (160—176 °F)). Щоб створити постійне томління, рідина доводиться до кипіння, потім  джерело тепла зменшується до нижчої постійної інтенсивності (менше полум’я на газовій плиті, нижча температура на індукційній/електричній плиті).

## У приготуванні їжі
Томління на повільному вогні забезпечує більш щадну обробку, ніж кип'ятіння, щоб запобігти затвердінню та/або розпаданню їжі. Томління зазвичай є швидким і ефективним способом приготування. Їжу, яку томили в молоці або вершках замість води, іноді називають кремованою. Відповідна температура томління є предметом дебатів серед шеф-кухарів, дехто стверджує, що варіння на повільному вогні становить лише 82 °C (180 °F).

### Японська кухня
У японській кухні готування на повільному вогні часто вважається однією з чотирьох основних технік приготування разом із готуванням на грилі, на парі та смаженням у фритюрі .

### Американська кухня
Їжа, що томиться, готується в повільноварці. Прикладом може бути рагу, чилі, супи тощо.

### Болгарська кухня
Традиційні болгарські страви, особливо ніжні м’ясні страви, часто томлять на повільному вогні протягом тривалого часу. Прикладом може бути тушковане м'ясо, супи тощо.

### Голландська та фламандська кухня

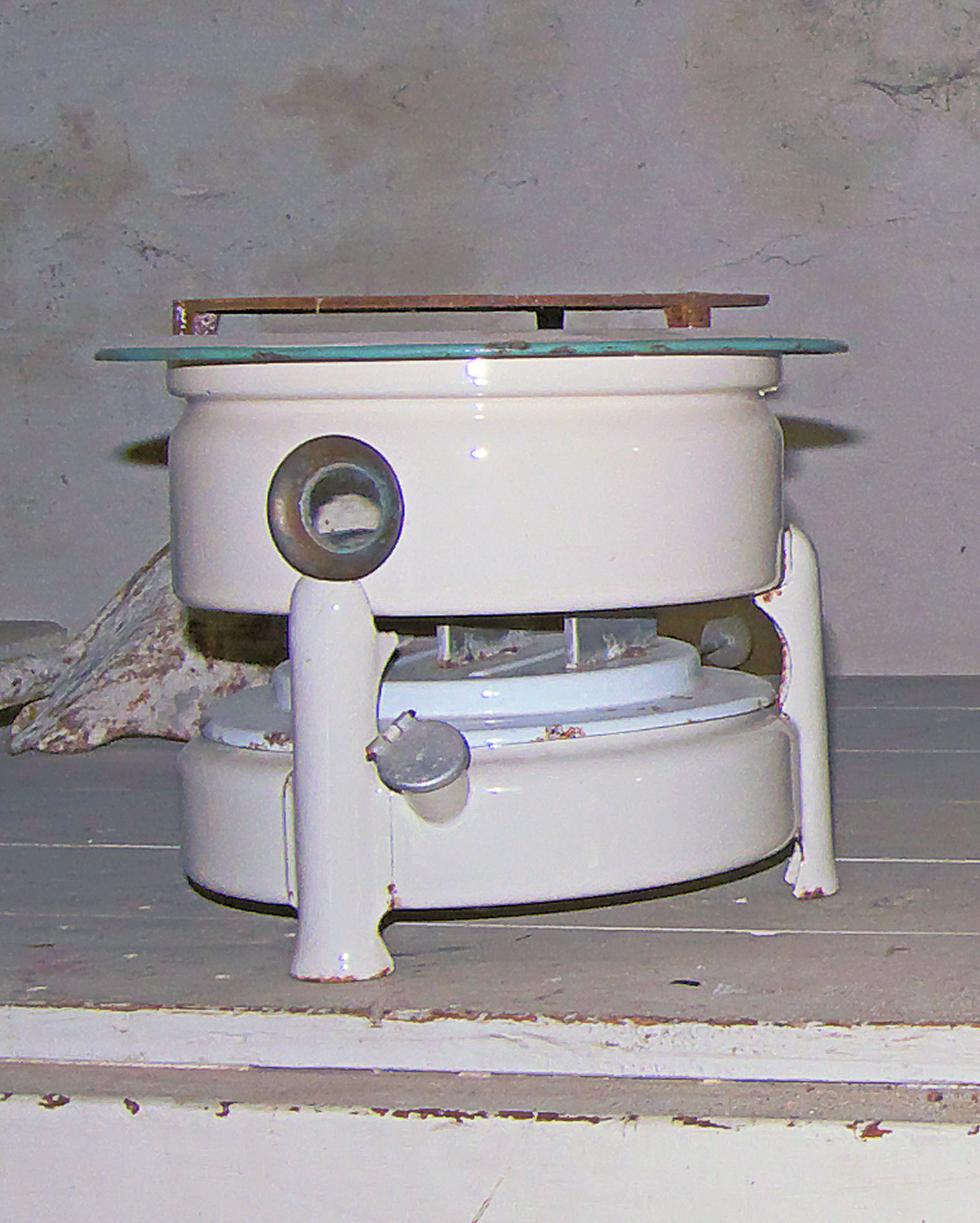
Типова голландська конфорка для томління м'яса

У традиційній голландській і фламандській кухні менш ніжні шматки яловичини томлять на повільному вогні кілька годин, щоб отримати фламандський карбонат. Традиційно використовується невелике полум'я, яке створюється палаючою олією. На сучасних плитах джерело тепла встановлюється дуже низько або для зменшення тепла використовується пластина для томління. Зазвичай використовується чавунна сковорода з товстим дном. М'ясо готове, якщо його легко розділити на волокна.

### Перська кухня
Томління є одним із найпопулярніших способів приготування їжі в Ірані та Афганістані. У традиційній перській кухні майже всі види перського хорешу томлять кілька годин. Це також стосується деяких інших іранських страв, таких як абгушт, бозбаш тощо.

### Єврейська кухня
Томління на повільному вогні є основною технікою приготування шабатних рагу, тому що за законом шабату приготування їжі заборонено в суботу. Майже кожна група єврейської діаспори мала різні версії своїх шабатних рагу із звичайною практикою кип’ятіння перед початком Шабату, а потім зберігали на горячий плиті чи інших пристроях для розігрівання їжі. Багато шабатних страв томляться на повільному вогні протягом ночі, щоб відповідати єврейським законам, зокрема чолент (ашкеназька єврейська), хамін (сефарадська єврейська) і Т'біт (іракська єврейська) тощо.

### Сучасні печі
Деякі сучасні газові плити оснащені пальником для томління, причому такі конфорки зазвичай розташовані в задній частині плити. Багато електричних плит мають режим томління.

### Повільноварки
Повільноварки — це настільні електричні прилади, які використовуються для томління їжі протягом кількох годин.